# Chiesa di Santa Maria Nascente (Agordo)
La chiesa arcidiaconale abbaziale di Santa Maria Nascente è un edificio religioso di Agordo.
Dedicata alla Natività di Maria, la pieve venne nominata per la prima volta in una bolla di papa Lucio III, testimonianza della sua esistenza già nel XII secolo.
Nel XIX secolo papa Pio IX la elevò a chiesa abbaziale e concesse all'arcidiacono il titolo di abate mitrato e l'uso delle insegne pontificali nella solennità dei santi Pietro e Paolo e nella festa della Natività di Maria.

## Storia

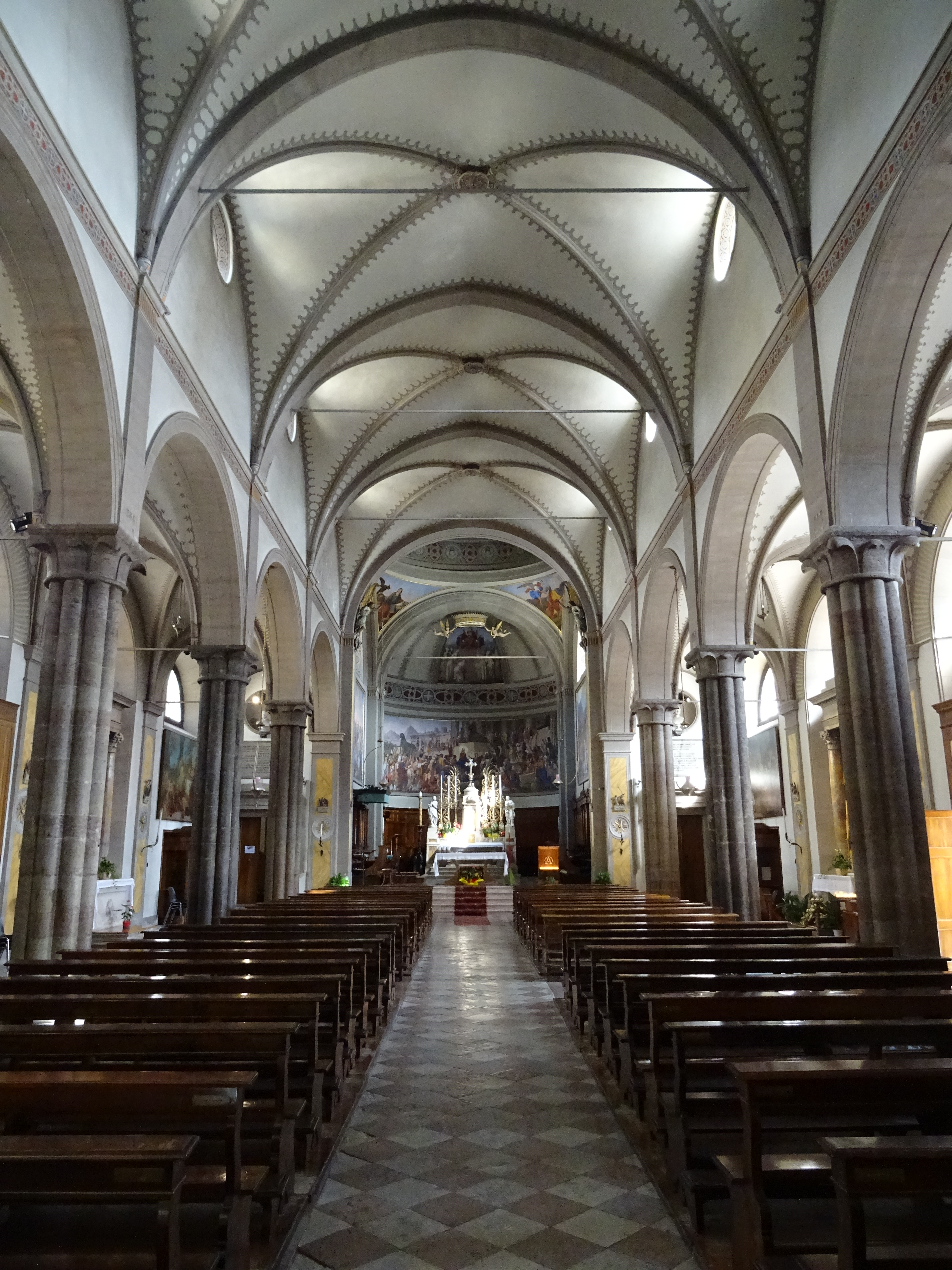
Interno

Le prime notizie di una cappella votiva risalgono al IX secolo.
L'edificio è stato ampliato e modificato più volte nel corso dei secoli.
L'assetto attuale della chiesa è il risultato dei lavori di ristrutturazione e di abbellimento iniziati nella metà dell'Ottocento da mons. Vincenzo Pilonet e portati a compimento da mons. Alessandro Fullini, nobile polcenighese, finanziati principalmente dal conte agordino Luigi De Manzoni. A coordinare i lavori fu l'architetto feltrino Giuseppe Segusini; le varie opere decorative furono realizzate da importanti artisti dell'epoca, quali il pittore Giovanni De Min e gli scultori Marco Casagrande, Luigi Ferrari e Valentino Panciera.